# Filosofisk pædagogik
 Denne artikel omhandler en pædagogisk tilgang. For det filosofiske grundlag for pædagogikken, se Pædagogisk filosofi.
Filosofisk pædagogik er praktisering af filosofi som pædagogik i form af for eksempel filosofisk undervisning, opdragelse eller dannelse. Den filosofiske pædagogik går tilbage til antikken. De tyske filosoffer Leonard Nelson og Otto Friedrich Bollnow bidrog til at modernisere den filosofiske pædagogik, og de senere år har der været forøget interesse for denne tilgang til pædagogik.
Der findes flere områder og retninger inden for filosofisk pædagogik, som også er udbredte i Danmark:

## Områder

### Filosofi med børn
Filosofi med børn er en pædagogisk tilgang, der fremmer filosofisk tænkning og refleksion blandt børn . Den blev udviklet af den amerikanske filosof Matthew Lipman i 1970'erne med det formål at introducere filosofiske ideer og metoder i grundskoleundervisningen. Han oprettede i 1972 oprettede Institute for the Advancement of Philosophy for Children (IAPC) under Montclair State University. Filosofi med børn fremmer diskussion og dialog som centrale elementer i læring. Eleverne opfordres til at udtrykke deres tanker og idéer, og læreren fungerer som en facilitator snarere end en traditionel formidler af viden. Filosofi med børn sigter ikke nødvendigvis på at gøre børn til filosoffer i traditionel forstand, men den søger at udvikle kritisk tænkning og intellektuelle færdigheder, samtidig med at det fremmer et miljø, hvor børn føler sig trygge ved at udforske og udtrykke deres egne tanker og idéer.
Oscar Brenifier er en senere filosof og forfatter, der har specialiseret sig i filosofi med børn. Han er født i 1954 og er en fransk filosof med oprindelse i Rumænien. Brenifier har bidraget betydeligt til udbredelsen af filosofi som en pædagogisk tilgang for børn og unge. Oscar Brenifier har udviklet filosofiske værktøjer og ressourcer designet til at lette filosofiske samtaler og refleksioner blandt børn. Han har skrevet en række bøger, der introducerer filosofiske koncepter på en tilgængelig måde for børn, og han har også været aktiv som foredragsholder og underviser i filosofi med børn.
Brenifiers arbejde inden for filosofi med børn fokuserer på at skabe et miljø, hvor børn kan udforske komplekse spørgsmål, udvikle deres kritiske tænkning og lære at artikulere deres egne tanker og ideer. Han betoner betydningen af at skabe en dialogisk læringsoplevelse, hvor læreren og eleverne sammen deltager i undersøgelsen af filosofiske emner.
Brenifier's tilgang er en del af den bredere bevægelse inden for filosofi med børn, der søger at integrere filosofiske principper og tænkemåder i grundlæggende undervisning for at fremme dyb refleksion og intellektuel vækst hos børn. Ann Margaret Sharp og Maria Vegara er to andre repræsentanter for bevægelsen, der adskiller sig ved at fokusere på feministisk filosofi for børn. 
I Danmark er tilgangen især blevet gjort populær af Per Jespersen og Michael Højlund Larsen. Målet er for dem at få børn til at reflektere dybere over tilværelsen og argumentere for deres holdninger. Metoden foregår blandt andet ved, at børn sidder i en rundkreds og diskuterer konkrete filosofisk spørgsmål. Desuden udgav Ann Pihlgren i 2011 bogen Sokratiske samtaler i undervisningen. Denne bog retter sig mod brugen af sokratisk dialog i undervisningen i folkeskolen. Bogen beskæftiger sig med alle sider af livet. Lærke Groth og Dorete Kallesøe udgav i 2016 bogen Lommefilosoffen : håndbog i filosofi med børn. Bogen fokuserer blandt andet på, hvordan man skaber undersøgende fællesskaber. Målet er at fremme børns tænkning. Louise Nabe-Nielsen udgav i 2019 bogen Filosofi i skolen. Undervisning som rum for undren. Her lægges der særlig vægt på at fremme undringen i folkeskolen. Forfatteren er både lærer og filosof, og hendes bog giver praktiske anvisninger på, hvordan filosofien kan implementeres blandt elever i en dansk sammenhæng.
Ved Syddansk Universitet findes siden 2017 forsknings- og udviklingsprojektet ‘Filosofi i skolen’. Her arbejdes blandt andet med dialogisk undervisning og filosofiske færdigheder. Målet er at forøge børns læring, karakterdannelse og skoleoplevelse i folkeskolen.

### Filosofisk undervisning
Filosofisk undervisning er undervisningsmetoder og tilgange, der integrerer filosofiske principper og tænkning i uddannelsesmiljøet. Målet er at opmuntre studerende til at tænke dybt, udfordre deres egne antagelser, udvikle kritisk tænkning og engagere sig i filosofiske samtaler. Filosofisk undervisning kan finde sted på alle uddannelsesniveauer, fra grundskole til universitetsniveau, og det kan have forskellige former afhængigt af målgruppen og konteksten.
Filosofisk undervisning lægger vægt på at skabe rum for åben dialog og samtale. Studerende opfordres til at diskutere ideer, udfordre hinanden og reflektere over komplekse emner. Undervisningen fokuserer ofte på at præsentere studerende for grundlæggende filosofiske spørgsmål, såsom spørgsmål om eksistens, viden, etik, og retfærdighed. Disse spørgsmål danner grundlaget for refleksion og undersøgelse. Filosofisk undervisning sigter mod at udvikle studerendes evner til kritisk tænkning. Dette indebærer evnen til at evaluere argumenter, analysere begreber og formulere logiske ræsonnementer.
Filosofisk undervisning er ikke kun rettet mod dem, der studerer filosofi som hovedfag, men det kan være en integreret tilgang til at udvikle intellektuelle færdigheder og fremme dyb forståelse inden for forskellige uddannelsesområder. Der findes blandt andet nyere filosofisk undervisning med særligt fokus på frigørelse, kreativ tænkning og moralsk dannelse samt feminisme.
"Philosophy in the Classroom" er en nyere bog, som er skrevet af Matthew Lipman. Denne bog er en vigtig ressource inden for filosofisk undervisning og er blevet anvendt som en vejledning for lærere og undervisere, der ønsker at introducere filosofi i klasseværelset. Bogens hovedformål er at give lærere praktiske værktøjer og strategier til at forbedre elevernes tænkning og motivere dem til at lære gennem filosofisk diskussion. Bogen fokuserer på Lipmans "Community of Inquiry" -metode, der indebærer at skabe et miljø, hvor elever og lærere sammen udforsker filosofiske spørgsmål og deltager i dialoger.
I Danmark har interessen for filosofisk undervisning især været knyttet til interessen for filosofi med børn. Flere danske forfattere som Lærke Groth, Dorete Kallesøe, Henrik Madsen, Lisa Kristensen, Per Jespersen og Cæcile Hejl har alle set på, hvordan man kan udvikle pædagogiske metoder og ressourcer til at introducere filosofi i grundskoleundervisningen. Disse forfattere har skrevet artikler om filosofisk undervisning, hvilket har bidraget til at forme og uddybe denne pædagogiske tilgang. Litteraturen på dette område spænder fra teoretiske refleksioner til praktiske vejledninger til undervisere og lærere.

### Etikundervisning
Etikundervisning har på etik og moral i undervisningen, hvor eleverne opfordres til at reflektere over og diskutere etiske dilemmaer og spørgsmål. Etikundervisning inden for filosofisk pædagogik fokuserer på at udforske og diskutere moralske og etiske spørgsmål i undervisningssammenhæng. Målet er at udvikle elevernes evne til at tænke kritisk om moralske dilemmaer, træffe informerede beslutninger og forstå forskellige etiske perspektiver. Her er nogle elementer af etikundervisning.
Harry S. Broudy (1905-1998) var en amerikansk filosof og uddannelsesforkæmper, der leverede betydelige bidrag til filosofi og uddannelse. Broudy mener, at filosofisk tænkning bør integreres i undervisningen på tværs af discipliner. Han ser ikke filosofi som en isoleret disciplin, men som en tilgang, der kan berige undervisningen i alle fag ved at fremme refleksion og dybere forståelse. Broudy er fortaler for demokratisk uddannelse, hvor filosofisk tænkning spiller en nøglerolle. Han mener, at demokratisk borgerskab kræver evnen til kritisk tænkning, tolerance og engageret deltagelse i samfundsforhold.

### Filosofisk livskunst
Livskunst er ikke akademisk, men handler om kunsten at leve en højere eksistens med større bevidsthed. Filosofisk livskunst fokuserer mere på individuel eksistens end på uddannelse. I Danmark blev den filosofiske livskunst genoplivet af filosoffen Anders Dræby, der ser tilgangen som en særlig filosofisk pædagogik, der er baseret på principper om omdannelse og aflæring. Det handler om en form for pædagogik, det strækker sig ud i alle aspekter af livet og bliver en naturlig del af ens udvikling. Målet er en transformation, så man kan leve på en anden måde ved at vågne op fra en åndelig søvngængertilværelse. Dermed er det ikke en form for pædagogik, der retter sig mod undervisningsinstitutioner eller nødvendigvis henvender sig til almindelige mennesker ..

### Filosofisk vejledning
Filosofisk vejledning er en praksis, hvor en person, kendt som en filosofisk vejleder, hjælper en anden person med at udforske og reflektere over filosofiske spørgsmål og personlige overvejelser. . Målet med filosofisk vejledning er at fremme kritisk tænkning, selvrefleksion og dybere forståelse af ens egne værdier og overbevisninger. Denne praksis er ofte baseret på idéen om, at filosofisk dialog kan være en berigende og oplysende måde at håndtere komplekse spørgsmål på.
Filosofisk vejledning indebærer regelmæssige samtaler mellem vejlederen og den, der søger vejledning. Disse samtaler fokuserer på filosofiske spørgsmål og personlige overvejelser. Gennem filosofiske samtaler opfordres den enkelte til at reflektere dybt over deres egne holdninger, værdier og overbevisninger. Vejlederen hjælper med at skabe et rum, hvor selvrefleksion er central. Filosofisk vejledning adskiller sig fra terapi ved at anvende intellektuelle metoder og værktøjer i stedet for psykologiske eller terapeutiske teknikker. Det er en metode til at hjælpe enkeltpersoner med at udforske og forstå deres eget tænkning og finde meningsfulde svar på komplekse spørgsmål i deres liv.
I Danmark findes den filosofiske vejledning blandt andet hos Alex Riel, hvor den bliver en særlig livsvejledning. Hans bog Metamening viser, hvordan livsvejledning kan bane vej for mere mening i livet. Dette er ikke blot vigtigt for den enkelte men også for menneskers sameksistens og for økologien. Desuden har Finn Thorbjørn Hansen skrevet om filosofisk vejledning.

### Filosofisk uddannelse
Den filosofiske pædagogik i filosofisk uddannelse henviser til de pædagogiske metoder og tilgange, der anvendes i undervisningen af filosofi. Dette omfatter ikke kun videregivelsen af filosofiske teorier, men også udviklingen af kritisk tænkning, filosofisk refleksion og evnen til at engagere sig i filosofisk dialog.
Filosofisk uddannelse lægger ofte vægt på dialog og diskussion som centrale elementer i læring. Studerende opfordres til at deltage aktivt i samtaler, udfordre hinanden og reflektere over komplekse spørgsmål. Undervisningen introducerer ofte studerende for grundlæggende filosofiske spørgsmål og emner, såsom etik, metafysik, erkendelsesteori og politisk filosofi. Eleverne opfordres til at udforske disse emner og udvikle deres egne synspunkter.
Den filosofiske pædagogik inden for filosofisk uddannelse søger at gå ud over traditionel undervisning ved at fremhæve processer som dialog, refleksion og kritisk tænkning. Målet er at skabe en stimulerende læringsoplevelse, der ikke kun overfører viden, men også udvikler studerendes evner til at tænke filosofisk og anvende filosofisk tænkning i deres eget liv.
I Platons dialoger styrer Sokrates typisk samtalen, hvor han bruger en krydsforhørsteknik over for andres påstande for at påvise selvmodsigelser i deres holdning. Denne dialogform har dannet udgangspunkt for megen filosofisk uddannelse gennem historien. Filosofisk uddannelse findes også i klassisk form på universiteter, men kan desuden have et mere specifikt fokus som for eksempel feministisk eller økologisk uddannelse.

### Filosofisk læring
Filosofisk læring er processen med at tilegne sig viden, forståelse og færdigheder inden for filosofi. Det indebærer ikke kun at lære om filosofiske teorier og begreber, men også at udvikle evnen til at anvende filosofisk tænkning og refleksion på forskellige områder af livet. Filosofisk læring strækker sig ud over blot at absorbere information; det involverer aktiv deltagelse, kritisk tænkning og selvrefleksion. Her er nogle centrale elementer ved filosofisk læring.
Filosofisk læring opfordrer til deltagelse i dialoger og diskussioner, hvor ideer og synspunkter kan udfordres og uddybes. Samtaler med andre studerende eller filosofiske vejledere kan bidrage til at udvide ens forståelse og tænkning. Filosofisk læring udvikler evnen til kritisk tænkning, hvor man lærer at evaluere argumenter, identificere logiske fejl, og vurdere gyldigheden af påstande. Dette er afgørende for at engagere sig i filosofiske diskussioner og analysere komplekse spørgsmål. En vigtig del af filosofisk læring er at reflektere over ens egne overbevisninger, værdier og antagelser. Det indebærer at udforske ens egne tanker og følelser og vurdere, hvordan de relaterer sig til filosofiske ideer.
Filosofisk læring kan også omfatte udviklingen af en særlig form for kritisk refleksionsevne eller forståelse. Denne form for læring er blandt andet i fokus inden for nogle former for feminisme og økologi, idet der udvikles en ny kritisk bevidsthed. ..

### Filosofisk opdragelse
Filosofisk opdragelse er en pædagogisk tilgang, der integrerer filosofiske principper og metoder i opdragelsesprocessen. Denne tanke går også tilbage til antikken og findes blandt andet hos Platon, hvor opdragelsen er en opgave for staten. Senere udgør den en del af grundlaget for fødslen af den moderne pædagogik hos Jean-Jacques Rousseau, hvor der dog er tale om en rent fiktiv opdragelse i bogen Emile.
I nyere tid er dette koncept særligt knyttet til visse tyske og amerikanske filosoffer og pædagoger som Johann Friedrich Herbart, Friedrich Nietzsche og John Dewey. Disse forfattere har enten i teori eller praksis bidraget til udviklingen af filosofisk opdragelse som en metode til personlig vækst. Denne pædagogiske tilgang fokuserer ikke kun på at formidle filosofisk viden, men også at dyrke individets evne til at tænke filosofisk, reflektere over eksistentielle spørgsmål og udvikle en kritisk holdning til verden omkring dem. Det er en tilgang, der anerkender vigtigheden af at integrere filosofi i opdragelsen for at fremme intellektuel autonomi og personlig udvikling.

### Filosofisk dannelse
Filosofisk dannelse er den proces, hvor en person udvikler en dyb forståelse af filosofiske ideer og principper, samtidig med at vedkommende kultiverer kritisk tænkning, refleksion og evnen til at anvende filosofisk tænkning på forskellige aspekter af livet. Dette koncept er ofte knyttet til ideen om, at filosofisk viden ikke kun er et spørgsmål om at memorere teorier, men også om at indoptage en filosofisk tilgang til verden.
En vigtig del af filosofisk dannelse indebærer læsning og studium af værker af kendte filosoffer. Dette kan omfatte tekster fra forskellige filosofiske traditioner og perioder. Filosofisk dannelse fremmes ofte gennem deltagelse i filosofiske samtaler, hvor man kan udfordre og blive udfordret af andre tanker og ideer. Dialog med ligestillede og erfarne filosoffer bidrager til at dygtiggøre individet.
Filosofisk dannelse er en livslang proces, der ikke kun involverer akademisk læring, men også en forpligtelse til konstant at udforske og forfine ens filosofiske tænkning gennem erfaring og refleksion. Det stræber efter at danne en person, der ikke kun har filosofisk viden, men også evnen til at bruge denne viden på en meningsfuld og berigende måde.
I Danmark skrev Dorete Kallesøe og Lærke Groth rapporten ”Filosofiske samtaler i konfirmandundervisningen”, der anbefalede filosofi som middel til dannelse for unge i Folkekirken. Det gør de ved at fokusere på en metode, der er udviklet til at skabe et filosofisk og dialogisk klasserum med fokus på de unges livsspørgsmål i en ligeværdig, undersøgende samtale. Denne metode er oprindeligt udviklet til skolen og kan med fordel overføres fra skolen til kirkens undervisning.I Danmark er tilgangen desuden repræsenteret ved Finn Thorbjørn Hansen, der har skrevet en bog om emnet.

## Retninger

### Eksistentiel pædagogik
Den tidlige eksistentielle pædagogik findes blandt andet hos Søren Kierkegaard og Friedrich Nietzsche. Senere benyttede den tyske filosof Otto Bollnow indsigter fra eksistentiel filosofi til at udarbejde en nyere eksistentiel pædagogik, hvor det er eksistensen, der er i fokus for opdragelse og dannelse. Bollnow lagde blandt andet vægt på den pædagogiske betydning af mødet. Desuden betoner han, hvordan livet kræver valg.
I nyere tid er Gert Biesta vigtig for eksistentiel pædagogik, som han har fornyet. Han kigger i bogen Verdensvendt uddannelse på, at uddannelse bør have en eksistentiel orientering. Pædagog og uddannelse bør således med god fordel være verdensvendt i stedet for rettet mod læreplaner og mål for eleven.
Bo Jacobsen er en vigtigst danske repræsentant for den eksistentielle pædagogik.. Han kigger på mødet med eleven og demokrati i undervisningen. Han foreslår en eksistentiel pædagogik, der er baseret på kortlægning og artikulation af deltagernes livserfaringer. Det drejer sig blandt andet om at møde elever ud fra deres livserfaring og sørge for, at de har medbestemmelse. I Danmark er tilgangen også repræsenteret af mange andre som Brian Degn Mårtensson, Finn Hedegaard Hansen, Finn Thorbjørn Hansen og Boris Lauritsen.

### Åndelig pædagogik
En særlig den af den filosofiske pædagogik sætter fokus på pædagogik som åndelig praksis. Som filosofi findes den i Danmark hos Anders Dræby som livskunst, hvor pædagogikken handler om at opnå åndelig opvågning gennem de to principper ‘omdannelse’ og ‘livslang aflæring’. Denne åndspædagogik er ikke akademisk, men drejer sig om at hæve sig over den rene selvopretholdelse og blive mere bevidst, hvilket helt konkret vil opleves som at vågne op fra et søvngængerliv. Formålet er at kunne virkeliggøre et godt liv, der baserer sig på indre snarere end ydre værdier. Senere har han vendt sig mod en visdomspraksis, som i højere henvender sig til mennesker, der allerede er vågnet op.

### Fænomenologisk pædagogik
Fænomenologien er læren om menneskets oplevelser af verden. Den filosofiske fænomenologi blev grundlagt af Edmund Husserl. Den fænomenologiske pædagogik omfatter anvendelse af fænomenologi i pædagogikken. Den fænomenologiske pædagogik hos blandt andre Max van Manen orienterer sig derfor mod den måde, eleven oplever verden på.. Den fænomenologiske pædagogik indtager en forudsætningsløs tilgang og ser på, hvordan lærere og pædagoger bør leve med børn med henblik på at hjælpe dem med at udvikle deres menneskelige egenskaber.
I Danmark har Søren Dupont udgivet bogen Pædagogik og fænomenologi mellem demokrati og dannelse. Bogen ser på, hvordan fænomenologien kan anvendes til at belyse pædagogiske problemstillinger. Bogen diskuterer forholdet mellem demokrati og hverdagsliv og argumenterer for udviklingen af en nærheds- og omsorgsetik. Mange andre som Charlotte Svendler Nielsen har også beskæftiget sig med fænomenologi i pædagogik.
Den eksistentielle fænomenologi er en kobling af fænomenologi og eksistentiel filosofi. Tilgangen blev grundlagt af Martin Heidegger. Den eksistentielfænomenologiske pædagogik er dette perspektiv udfoldet som praktisk pædagogik. Michael Ehrmantraut udfolder denne pædagogik i bogen Heidegger's Philosophic Pedagogy. Her ser han på Heideggers tilgang til undervisning i filosofi. Hans tilgang til forelæsninger for studerende og andre var således filosofisk.
I Danmark har Ole Lund og Jens-Ole Jensen redigeret bogen Sans for bevægelse. Bogen undersøger, hvordan bevægelse og pædagogik er tæt sammenvævet. Dermed gives der inspiration til, hvordan lærere og pædagoger kan arbejde med erfaring og mening i forhold til at inddrage bevægelse i det pædagogiske arbejde.Frederik Pio bruger i bogen Om det uhørte den eksistentielle fænomenologi til at koble pædagogik og musikundervisning. Bogen er henvendt til undervisere, der arbejder med kunst og musik.

### Hermeneutisk pædagogik
Hermeneutik er læren om fortolkning, fortolkningens filosofi eller fortolkningsvidenskab. Den stammer oprindeligt fra jura og teologi men blev i det 19. og 20. århundrede en del af human- og samfundsvidenskaberne.
Hermeneutisk pædagogik omfatter anvendelsen af hermeneutikken i pædagogikken. I den hermeneutiske pædagogik hos blandt andre Peter Sotiriou lægges der vægt på, at både lærer og elever fremsætter, diskuterer og genovervejer deres fortolkninger. Den hermeneutiske pædagogik er især inspireret af filosoffen Hans-Georg Gadamer og har blandt andet fokus på arbejde med fortolkning i klassen.
I Danmark har Torben Hanggaard Rasmussen i 2006 udgivet bogen Hermeneutik og pædagogik. Bogen giver en generel indføring i hermeneutikken og dens relevans for pædagogiske problemstillinger. Rasmussen inddrager ikke alene Gadamer men også hermeneutikerne Friedrich Schleiermacher og Wilhelm Dilthey.

### Steinerpædagogik
Steinerpædagogik blev grundlagt af Rudolf Steinar som en anvendelse af hans pædagogiske filosofi i praksis. Tilgangen kaldes også Waldorf-pædagogik, og den kan til dels forstås som en særlig form for åndelig pædagogik. Den er blevet grundlag for udvikling af et verdensomspændende system med over 1100 skoler og mere end 2000 børnehaver i over firs forskellige lande.
Steinar-pædagogikkens grundlag er antroposofien, som er en esoterisk filosofi, der forener kristen filosofi og indisk filosofi. Ifølge denne filosofi består mennesket både af ånd, sjæl og krop, der må tages hensyn til i pædagogikken, som derfor også indeholder åndelig træning. Målet er at forene det åndelige i mennesket med det åndelige i verdensaltet. Steiners pædagogik er baseret på en ide om, at menneskets opvækst består af 3 syv års perioder: 0-7, 7-14, og 14-21 år. I hver af disse tre perioder udvikler menneske nogle forskellige dele af sit væsen, henholdsvis krop, følelser og tanker. Pædagogikken tager derfor henholdsvis udgangspunkt i børnenes legemlige, sjælelige og åndelige udvikling.
I Danmark danner Sammenslutningen af Steinerskoler i Danmark rammen om arbejdet for 14 danske Steinerskoler. Herunder foregår uddannelsen i Steinerpædagogik på lærerseminariet Sophia.

### Buddhistisk og spirituel pædagogik
Buddhistisk pædagogik er en del af buddhismen, og den har sin oprindelse i Asien men har fået en stor udbredelse i Vesten. Buddhismen kan forstås som en livsfilosofi, og buddhismen indeholder en særlig tilgang til undervisning og dannelse. Målet med denne tilgang er især elevens etiske dannelse og dannelse som et bevidst menneske.
I Danmark findes en mere udpræget spirituel pædagogik hos idehistorikeren Jes Bertelsen, der varetager en sådan spirituel undervisning på Vækstcentret. Pædagogikken er her inspireret af den tibetanske buddhisme og ser på træning af bevidsthed. Bertelsen er således fokuseret på udviklingen af en pædagogik, som retter sig mod menneskets højeste potentialer.
Den kinesiske taoisme har også fået betydning som en filosofisk tilgang til spirituel pædagogik. Taoisme lægger vægt på begrebet ikke-handling, der er afsæt for dannelse og undervisning med fokus på harmoni.

### Aristotelisk pædagogik
Aristoteles benyttede sig af en dialektisk metode, hvor der blev anvendt logiske argumenter. I hans pædagogik blev opdragelse og dannelse knyttet til samfundets gode. Han ser både på vanens og fornuftens opdragelse og dannelse. Nogle hævder, at det centrale i den aristoteliske pædagogik er udviklingen af dømmekraft. Der er især fokus på hans pædagogik i etikken.
Nyere forsøg på at genoplive den aristoteliske pædagogik har blandt andet set på, hvordan viden og erkendelse kan gøres levende og blive en del af en livsform. I Danmark har Kaj Struve udgivet bogen Det pædagogiske blik på Aristoteles, der ser på de pædagogiske aspekter hos Aristoteles. Struve er især interesseret i, hvordan Aristoteles kan anvendes i folkeskolen.
Aristoteles anvender også protreptik som en dialogmetode, der er blevet genoplivet inden for ledelse og coaching. Disse praksisser har flere ligheder med pædagogik.

### Sokratisk og platonisk pædagogik
Sokrates er en pædagogisk figur i Platons skrifter, og det er både muligt at tale om platonisk og sokratisk pædagogik.
Platons dialoger benytter først og fremmest den dialektiske metode til at nå frem til sandheden. Formålet med den platoniske pædagogik er, at eleven når en indsigt i de evige sandheder. Dette er ideerne, der styrer livet. For Platon havde pædagogikken både en etisk og en politisk funktion. Her skal både mænd og kvinder dannes til at være krigere og filosoffer. I den forbindelse er såvel gymnastik, kampkunst og videnskab vigtige. I sidste ende skal eleven kunne fungere som leder.
Sokrates var desuden kendt for brugen af sin majeutiske spørgemetode. Han stillede spørgsmål for at få folk til at reflektere og selv finde sandheden. Dette bruges i en moderne sammenhæng inden for tre forskellige former for sokratisk pædagogik:
1. Den sokratiske dialog er en vigtig del af kognitiv terapi.[109]. Denne metode har haft betydning for kognitiv pædagogik.
2. Sokratisk dialog er den vigtigste teknik i logoterapi.[110] Logoterapien er hovedinspiration for logopædagogikken, der ikke skal forveksles med logopædien .
3. Endelig findes den sokratiske dialogmetode.[111][112][113] Denne tilgang blev lanceret af den tyske filosof Leonard Nelsoni 1922.[114] I Danmark er tilgangen blandt andet repræsenteret af Finn Thorbjørn Hansen[115]. Den er en del af filosofisk undervisning[116] og filosofi med børn, blandt andet i Ann Pihlgrens bog Sokratiske samtaler i undervisningen[117].

### Stoisk pædagogik
Stoicismen var en vigtig filosofisk retning i antikken, der havde fokus på at man skulle kontrollere sine følelser. Den var baseret på terapeutiske, spirituelle og pædagogiske principper. Vigtige stoiske filosoffer var Zenon, Epiktet og Lucius Annaeus Seneca. Stoicismen havde sin storhedstid i Hellenismen og Romerriget.
Den stoiske filosofi er blevet genoplivet de senere år, dels som en tilgang til psykoterapi, men også til pædagogisk opdragelse, dannelse, livskunst og undervisning. Der er i høj grad tale om en pædagogik for voksne, der giver mulighed for selvomsorg og selvdannelse.

## Beslægtede tilgange

### Filosofisk teater
Det filosofisk teater går tilbage til antikken og blev blandt andet brugt som opførelse af Platons dialoger. På den måde havde teatret en pædagogisk funktion.
Et nyere eksempel er Ludvig Holbergs stykke Erasmus Montanus. Her følges bondedrengen Rasmus Berg, der vender hjem efter et ophold i byen. Nu har han taget navnet Erasmus Montanus og fører sig arrogant og bedrevidende frem ved at belære om filosofisk lærdom.
Det absurde teater forsøgte især at formidle eksistentialismens og absurdismens filosofi. En vigtig repræsentant var Samuel Beckett, der rettede blikket mod menneskers møde med det absurde.
Det feministiske teater handler om køn og ligestilling. Det opstod i 1970’erne og har især et blik for kvinders livsforhold. Baggrunden var en indsigt i, at teatret traditionelt har været domineret af et mandligt blik. Vigtige eksponenter for det feministiske teater har været Michelene Wandor, Martha Boesing, Caryl Churchill og The Women's Theater Group i London.

### Filosofisk film
Filmmediet er også blevet anvendt til at dramatisere filosofien. Det drejer sig for eksempel om instruktøren Roberto Rossellini , som i begyndelsen af 1970’erne instruerede fire fiktionsfilm om Sokrates, Augustin, Blaise Pascal og Rene Descartes.
Instruktøren Derek Jarmans fiktionsfilm Wittgenstein fra 1993 følger derimod filosoffen Ludwig Wittgensteins liv. Filmen tager både fat på Wittgensteins tidlige og sene sprogfilosofi.
Pinchas Perry lavede i 2007 filmen When Nietzsche Wept. Den er en filmatisering af Irvin D. Yaloms skønlitterære bog af samme navn. Filmen følger et fiktivt møde mellem filosoffen Friedrich Nietzsche og lægen Joseph Breuer.
Den danske instruktør Lennart Pasborgs dokumentarfilm Du og jeg fra 1994 følger filosofiske samtaler med fire børn. Her ses det, at barndommen er kilden til alle de store filosofiske spørgsmål. Lennart Pasborg har desuden instrueret filmen Martinus – Liv og Verdensbillede fra 2022.
Anne Regitze Wivel instruerede i 1994 dokumentarfilmen Søren Kierkegaard om den danske filosofs liv og tanker. Heri medvirker blandt andre Paul Müller, Johannes Møllehave, Joakim Garff og Niels Barfoed Claus Bohm instruerede i 1996 dokumentarfilmen Filosof, som rummer forskellige interviews.

### Filosofisk salon
Den filosofiske salon er et socialt arrangement, hvor en kreds af mennesker samles for at diskutere filosofiske emner. Det er en slags intellektuelt forum, hvor deltagere kan udveksle tanker, ideer og perspektiver omkring filosofi. Dette kan gøres i formelle eller mere afslappede indstillinger afhængigt af arrangementets karakter I Danmark har filosoffen Kim Gørtz skrevet bogen Den filosofiske salon, som giver en indføring i denne praksis.

### Filosofisk symposium
Et symposium var oprindeligt et drikkegilde, og hos Platon bliver det også et forum for udveksling af filosofiske ideer. Man samles for eksempel for at fremstille og diskutere forskellige vinkler på et emne som kærlighed.

### Filosofisk terapi og psykiatri
Filosofisk terapi er ifølge American Psychological Association psykoterapi, der anvender filosofiske principper i forhold til følelser, handlinger og tanker. : Den moderne filosofiske terapi findes traditionelt set især som eksistentiel terapi, der er en af de store hovedretninger inden for psykoterapi   . Den filosofiske terapi findes desuden inden for Rational Emotive Behavior Therapy samt kognitiv terapi og kognitiv adfærdsterapi, der blandt andet er baseret på stoicisme . Kognitiv terapi er en anden af de store hovedretninger inden for moderne psykoterapi, og både kognitiv terapi og eksistentiel terapi er evidensbaserede praksisser, der er internationalt anerkendte af The European Association for Psychotherapy, og American Psychological Association (APA) . 
Filosofisk terapi er tæt forbundet med anvendelse af filosofi i psykiatrisk forståelse og behandling af psykiske lidelser. Vigtige filosofiske psykiatere er blandt andre Roland Kuhn, og Eugene Minkowski samt Viktor von Gebsattel og Thomas Fuchs.

### Filosofisk rådgivning
Filosofisk rådgivning (eller filosofisk praksis eller filosofisk samtale) er en løs filosofisk samtaleform, der er baseret en særlig fortolkning af den sokratiske dialog. Den er grundlagt af Gerd Achenbach i 1980’erne . Tilgangen er ikke rettet mod terapeutisk håndtering af psykiske lidelser men mod intellektuel undren med henblik på afklaring af værdier og verdensbillede. Der lægges således stor vægt på intellektuel dialog og refleksion.
Filosofisk rådgivning er således en form for samtalepraksis, hvor en filosof tilbyder vejledning og refleksion med udgangspunkt i filosofiske principper og metoder. Dette sker typisk inden for rammerne af individuelle samtaler eller mindre grupper. Formålet med filosofisk rådgivning er at hjælpe mennesker med at udforske komplekse spørgsmål om livet, værdier, meningen med tilværelsen og personlig udvikling. Filosofisk rådgivning fokuserer ikke på at give konkrete løsninger på problemer, men snarere på at facilitere gæstens egen refleksion og forståelse. Den er mere orienteret mod processen end resultatet.
Vaughana Feary har stået bag en særlig feministisk tilgang til den filosofiske rådgivning. Her betones det, at rådgivningen må være feministisk for at være brugbar for kvinder. Der lægges især vægt på dyder.
I Danmark har Finn Thorbjørn Hansen skrevet adskillige bøger på området, og Jeanette Bresson Ladegaard Knox har redigeret bogen Filosofisk praksis i sundhedsarbejde.

### Humanistisk pædagogik
Humanistisk pædagogik er en filosofisk og psykologisk tilgang til pædagogik. Den blev grundlagt af den amerikanske psykolog Carl Rogers, der også var ophavsmand til humanistisk psykologi.
Den humanistiske pædagogik ser på barnet som et helt menneske og lægger vægt på, at barnet får mulighed for at vokse som sig selv og realisere sine egne muligheder.
Den humanistiske pædagogik er nært beslægtet med humanistisk psykoterapi.

### Livsoplysning og tilværelsesoplysning
Den danske teolog N. F. S. Grundtvig mente, at mennesket både er materie og ånd. Skolen skulle i den forbindelse være præget af åndsfrihed, der indebærer tanke- og religionsfrihed. Målet var livsoplysning.
Teologien K. E. Løgstrup anvendte begrebet tilværelsesoplysning om den undervisning, der kaster lys over menneskers liv

### Protreptik
Protreptik er en filosofisk samtaleform, der kommer fra det græske ord protrépō, som betyder at motivere gennem at overtale eller instruere. Den anvendes inden for ledelse og coaching, og den trækker på en tradition fra Platon og Aristoteles. Essensen af protreptik er at overbevise eller opfordre en person til at vælge det gode liv eller den gode handling. Det indebærer at appellere til individets egen vilje og motivation for at guide dem mod det, der anses for at være moralsk rigtigt eller etisk ønskværdigt.
I en bredere forstand refererer protreptik til et filosofisk koncept, der fokuserer på at inspirere mennesker til at reflektere over deres egne værdier, mål og livsretning. Det involverer ofte en form for pædagogisk praksis, hvor læreren eller vejlederen forsøger at motivere eleven til selvrefleksion og personlig udvikling.
På dansk grund har især filosoffen Ole Fogh Kirkeby skrevet om protreptikken i bøger som Proteprik - coaching og ledelse og Protreptik - samtale og selvindsigt. Ifølge Ole Fogh Kirkeby fokuserer protreptik på at appellere til det enkelte individs personlige engagement og eksistentielle dybde. Det er ikke blot en rationel overtalelse, men snarere en form for eksistentiel udfordring, der søger at vække og engagere personen på et dybere niveau.
Desuden har flere andre som Kim Gørtz og Mette Mejlhede samt Pia Orloff Houmark set på protreptikken med bøger som Protreprik for viderekomne, Den kierkegaardske samtalesløjfe og Protreptik i praksis.

### Pædagogisk filosofi
Pædagogisk filosofi er den del af den akademiske fagfilosofi, som forholder sig til det pædagogiske felt. Pædagogisk filosofi er således refleksioner over og analyser af dannelse, opdragelse, undervisning og læring. Den pædagogiske filosofi kan dermed også betragtes som studiet af pædagogikkens grundlag og begreber.

## Kritik
Nogle kritikere har påpeget, at der mangler tilstrækkelig empirisk evidens for at støtte effektiviteten af filosofisk pædagogik som en metode til læring. Dette kan føre til bekymringer om dens validitet som undervisningsmetode.

### Central litteratur på dansk
- Aalbæk-Nielsen, Kaj (1975): ”I tidens løb: eksistentiel pædagogik og historisk eksistens”. København: Ejlers Forlag
- Adichie, Chimamanda Ngozi (2018): “Brev til en nybagt forælder. Et feministisk manifest i femten punkter”. Gyldendal
- Andersen, Maibritt Isberg (2020): Erfaringer med protreptik. Content.
- Bengtson, Jan (2005): "Udfordringer i filosofisk pædagogik". Aarhus Universitetsforlag
- Brenifier, Oscar (2010): “Hvad tænker du om livet?”. Forlaget Mindspace
- Brenifier, Oscar (2011): “Hvad tænker du om følelser?”. Mindspace
- Brenifier, Oscar (2014): “ Hvad tænker du om frihed?”. Mindspace
- Brenifier, Oscar (2019): “Filosofi med børn i skolen”. Forlaget Mindspace
- Dewey, John (2009): “Hvordan vi tænker”. Klim
- Dræby, Anders (2017): "John Deweys pædagogik som filosofisk livskunst". Det Kongelige Bibliotek
- Dræby, Anders (2018): "Livskunsten. Filosofien om at vågne op til livet". Akademisk Forlag
- Dupont, Søren (2012):” Pædagogik og fænomenologi mellem demokrati og dannelse“. Roskilde Universitetsforlag
- Freire, Paulo (1993)”De undertryktes pædagogik”. Christian Ejlers
- Gaare, Jørgen & Øystein Sjaastad (2004): “Pippi og Sokrates - et filosofisk drikkegilde i Villa Villakulla”. Aarhus: Forlaget
- Groth, Lærke & Kallesøe, Dorete (2020). "Hvor er det snyd, vi ikke skal ha' det i 4. klasse!": filosofi med børn som understøttende undervisning i indskolingen på Frederiksberg. Liv I Skolen, 22. årgang(1), 98-105. [10].
- Hansen, Finn Thorbjørn (2000). "Den sokratiske dialoggruppe". Gyldendal
- Hansen, Finn Thorbjørn (2002). Det filosofiske liv. Et dannelsesideal for eksistenspædagogikken(også phd.-afhandling). Kbh.: Gyldendal.
- Hansen, Finn Thorbjørn (2010). At stå i det åbne. Dannelse gennem filosofisk undren og nærvær. Hans Reitzel.
- Hejl, Cæcile Ketil (2023) Filosofi med børn og dialogisk undervisning. I: Liv i skolen, Årg. 25, nr. 2
- Jacobsen, Bo (1998): “Voksenundervisning og livserfaring”. Christian Ejlers
- Jacobsen, Bo (2003): “Mød eleven”. Hans Reitzels Forlag
- Jacobsen, Bo mfl. (2004): "Den vordende demokrat: en undersøgelse af skoleklassen som demokratisk lærested". Aarhus Universitetsforlag
- Jespersen, Per (1986): “Filosofisk undervisning. Klassens time for 10. klasse”. SK-forlag
- Jespersen, Per (1993): "Børn og filosofi". OP
- Kallesøe, Dorete & Lærke Groth (2018). At filosofere over ”synd” i 6. kl. Religionslæreren, 114(5), pp. 12-14.
- Kallesøe, Dorete, & Lærke Groth (2019). Filosofi på skemaet i indskolingen. Skolestart, (2), 10-12.
- Kallesøe, Dorete & Lærke Groth (2020). Hvorfor og - især – hvordan filosofi med børn? Religionslæreren, 116(2), 4-6.
- Kallesøe, Dorete & Lærke Groth (2023). Introduktion til "filosofi med børn". Liv I Skolen, 25(2), 12-23.
- Kallesøe, Dorete & Lærke Groth (2023). Indledning til Filosofi med børn: en vej til demokratisk dannelse. Liv I Skolen, 25(2), 6-11
- Kallesøe, Dorete & Lærke Groth (2023). Fupz, filosofi og fantasi. Børn & bøger, 76(4), 18-19.
- Kallesøe, Dorete & Lærke Groth (2023). Filosofi med børn - en vej til kernen i det pædagogiske arbejde. Liv I Skolen, 25(2), 94-103.
- Kallesøe, Dorete & Lærke Groth (red.) (2023). Filosofi med børn - en vej til demokratisk dannelse. Liv i Skolen, 25(2).
- Larsen, Michael Højlund (2018): "Praktisk filosofi med børn". Akademisk Forlag
- Lauritzen, Boris (2017): “Faglighedens utilstrækkelighed - En undersøgelse af eksistentiel filosofi i relation til socialt arbejde”. DPU
- Lund, Ole og Jens-Ole Jensen (red) (2020): “Sans for bevægelse. Livsnerven i pædagogisk arbejde”. Gyldendal
- Madsen, Henrik & Lisa Rygaard Frost Kristensen (2023): En vej til livlig deltagelse for alle i klasserummet? : filosofisk dialog. Liv i skolen, Årg. 25, nr. 2
- Nabe-Nielsen, Louise (2019). Når PLC vækker undren. Børn & bøger, 72(8), 16-17.
- Nabe-Nielsen, Louise (2019):”Filosofi i skolen. Undervisning som rum for undren”. Hans Reitzels Forlag
- Nabe-Nielsen, Louise & Lho Høiris (2019): "Kan man være venner med en løve. Samtalebog for små og store filosoffer". Rum for undren
- Nabe-Nielsen, Louise (2020). Undren på skoleskemaet? Religionslæreren, 116(1), 12-13.
- Nietzsche, Friedrich (2014): “Shopenhauer som opdrager”. Information
- Pihlgren, Ann (2011): “Sokratiske samtaler i undervisningen”. Forlaget Frydenlund
- Riel, Alex (2016): “Praktisk livsfilosofi”. Forlag1dk
- Riel, Alex (2018): “Metamening”. Hedwig
- Rasmussen, Torben Hangaard (2006): “Hermeneutik og pædagogik: en aktuel indføring”. Brøndby: Semiforlaget.
- Rousseau, Jean-Jacques (2014): Emile. Gyldendal
- Steiner, Rudolf (1971):” Pædagogik og erkendelse af mennesket” Antroposofisk forlag
- Sørensen, Anders Dræby (2017): “Filosofisk terapi”. Det Kgl Bibliotek Arkiveret 3. marts 2020 hos  Wayback Machine
- Vegara, Maria (2019): “Simone de Beauvoir”. Albert